# Liste der Baudenkmale in Krautze
In der Liste der Baudenkmale in Krautze sind die Baudenkmale des niedersächsischen Dorfes Krautze aufgelistet. Der Stand der Liste ist der 21. Oktober 2021. Dies ist ein Teil der Liste der Baudenkmale in Lüchow (Wendland). Die Quelle der  IDs und der Beschreibungen ist der Denkmalatlas Niedersachsen.

## Allgemein
In den Spalten befinden sich folgende Informationen:
- Lage: die Adresse des Baudenkmales und die geographischen Koordinaten. Kartenansicht, um Koordinaten zu setzen. In der Kartenansicht sind Baudenkmale ohne Koordinaten mit einem roten Marker dargestellt und können in der Karte gesetzt werden. Baudenkmale ohne Bild sind mit einem blauen Marker gekennzeichnet, Baudenkmale mit Bild mit einem grünen Marker.
- Bezeichnung: Bezeichnung des Baudenkmales
- Beschreibung: die Beschreibung des Baudenkmales. Unter § 3 Abs. 2 NDSchG werden Einzeldenkmale und unter § 3 Abs. 3 NDSchG Gruppen baulicher Anlagen und deren Bestandteile ausgewiesen.
- ID: die Objekt-ID des Baudenkmales
- Bild: ein Bild des Baudenkmales, ggf. zusätzlich mit einem Link zu weiteren Fotos des Baudenkmals im Medienarchiv Wikimedia Commons. Wenn man auf das Kamerasymbol klickt, können Fotos zu Baudenkmalen aus dieser Liste hochgeladen werden:

## Baudenkmale

### Gruppe baulicher Anlagen
| Lage                                | Bezeichnung | Beschreibung | ID       | Bild |
| ----------------------------------- | ----------- | --- | -------- | ---- |
| Nr. 28 52° 59′ 17″ N, 11° 14′ 17″ O | Hofanlage   | Die Hofanlage 28 in Krautze (ehemalige Hofstelle 7) besteht aus einem Wohn-/Wirtschaftsgebäude des frühen 19. Jahrhunderts, einem Stallgebäude von 1877 und zwei weiteren Bauten des 18. Jahrhunderts (Stall und Scheune), die einen mittigen Hof umstehen. Sämtliche Gebäude sind aus Fachwerk errichtet. | 30828293 | BW   |

### Einzeldenkmale
| Lage                                | Bezeichnung                  | Beschreibung | ID       | Bild |
| ----------------------------------- | ---------------------------- | --- | -------- | ---- |
| Nr. 24 52° 59′ 16″ N, 11° 14′ 22″ O | Wohn- und Wirtschaftsgebäude | Giebelständiges Vierständerhaus in Fachwerk mit Backsteinausfachung, unter Satteldach. Westliche Traufseite massiv erneuert. Errichtet 1883 (i). Ehemalige Hofstelle Nr. 2.                                                          | 39604943 | BW   |
| Nr. 25 52° 59′ 16″ N, 11° 14′ 22″ O | Wohn- und Wirtschaftsgebäude | Giebelständiges Dreiständerhaus in Fachwerk mit Backsteinausfachung, unter ungleichhüftigem Satteldach; asymmetrischer Wirtschaftsgiebel in Gitterfachwerk und mit ausmittigem Dielentor. Errichtet 1756. Ehemalige Hofstelle Nr. 3. | 30870355 | BW   |
| Nr. 28 52° 59′ 17″ N, 11° 14′ 18″ O | Wohn- und Wirtschaftsgebäude | Vierständerhaus in Fachwerk mit Backsteinausfachung, unter Satteldach in Ziegeldeckung. Errichtet Anfang des 19. Jahrhunderts. | 30870410 | BW   |
| Nr. 28 52° 59′ 17″ N, 11° 14′ 17″ O | Stall                        | Langgestreckter Fachwerkbau mit Backsteinausfachungen unter ziegelgedecktem Satteldach. Errichtet 1877 (i). | 39604962 | BW   |
| Nr. 28 52° 59′ 16″ N, 11° 14′ 17″ O | Stall                        | Fachwerkbau mit Backsteinausfachungen, unter Satteldach. Errichtet im 18. Jahrhundert. | 39605022 | BW   |
| Nr. 28 52° 59′ 17″ N, 11° 14′ 16″ O | Scheune                      | Fachwerkbau mit Backstein- und Lehmstakenausfachung, unter Satteldach. Errichtet im 18. Jahrhundert. | 39605057 | BW   |